# Witold Chodzko
Pour les articles homonymes, voir Chodzko.
Witold Chodźko, né le 1er novembre 1875 à Piotrków Trybunalski et mort le 17 janvier 1954  à Lublin, est un psychiatre et homme politique polonais.

## Biographie
En 1899, il est diplômé de la Faculté de médecine de l'Université de Varsovie et poursuit ses études à Paris.
En 1918, il devient ministre de la santé publique et de la protection du travail dans le gouvernement de Jan Kanty Steczkowski (pl).
Dans les années 1930, il est directeur du département de l'enseignement de l'Institut national d'hygiène.
L'Institut Witold Chodźko de médecine du travail et d'hygiène rurale de Lublin (Pologne) porte son nom ainsi que le réflexe Chodzko, un phénomène réflexe multiple dans laquelle un coup de marteau à réflexe est suivie par une contraction des différents muscles dans le bras, bilatéraux ou unilatéraux.